# Klaus Baumgartner
Klaus Baumgartner (* 21. Dezember 1937 in Herzogenbuchsee; † 10. Dezember 2015) war ein Schweizer Politiker (SP). Von 1993 bis 2004 war er Stadtpräsident von Bern.

## Leben
Nach einer kaufmännischen Ausbildung studierte er auf dem zweiten Bildungsweg Wirtschafts- und Sozialwissenschaften, promovierte zum Dr. rer. pol. und arbeitete von 1974 bis 1988 als Direktionssekretär beim Schweizerischen Bundesamt für Wohnungswesen. Von 1977 bis 1988 war er als Vertreter der Sozialdemokratischen Partei Mitglied des Berner Stadtrates; 1987 war er Stadtratspräsident. 1989 wurde er in den Berner Gemeinderat gewählt und wirkte dort bis 1992 als Fürsorge- und Gesundheitsdirektor. Von 1993 bis 2004 war er Stadtpräsident. Auf ihn folgte Alexander Tschäppät.
Baumgartner war verheiratet und hatte zwei Kinder.